# Советская (станция метро, Самара)
«Сове́тская» — станция Самарского метрополитена. Расположена на 1-й линии между станциями «Победа» и «Спортивная».
Станция расположена на улице Юрия Гагарина, недалеко от перекрестка с улицей Советской Армии.

## История

### Название
Своё название получила по одноимённому району, на территории которого расположена.

### Строительство
В 1984 году метростроители приступили к проходке тоннелей «Советская» — «Спортивная». Особо сложной была работа маркшейдеров, специалистов по подземной навигации, на перегоне «Советская» — «Спортивная» — виной тому был сложный рельеф. Разница в высоте между станциями составляет 50 метров, и на каждые сто метров тоннеля приходится 5 метровый подъём (50 ‰). Станция строилась открытым способом. При строительстве немало хлопот доставил открывшийся в котлован плывун (со стороны парка).

### Пуск
Станция открыта 31 декабря 1992 года в составе пускового участка Самарского метрополитена «Победа» — «Советская».
До открытия станции «Гагаринская», за которой находятся оборотные тупики, перегон между «Советской» и «Спортивной» работал в особом режиме — по второму пути ходил поезд-челнок.

## Вестибюли и пересадки
На станции построен только один вестибюль, соединенный с подземным переходом лестницей — второй не достроен и используется в качестве склада и запасного выхода. Второй вестибюль закрыт серой стеной, в которой в силу состояния есть дыры и прорез для замка. Если посмотреть туда, будет доказательство того, что на Советской существуют эскалаторы, поручень одного из которых разворочен.

## Техническая характеристика
Конструкция станции — колонная трёхпролётная мелкого заложения (глубина заложения ~8 метров). Сооружена из сборных железобетонных конструкций по типовому проекту.

## Расположенные у метро объекты
- Парк Дружбы
- Сквер им. В. Маяковского
- Сквер Самарских Космонавтов

## Привязка общественного транспорта

### Автобус
| №  | Пересадки                                          | Конечный пункт 1    | Конечный пункт 2  |
| -- | -------------------------------------------------- | ------------------- | ----------------- |
| 34 | Московская Гагаринская Спортивная Победа Безымянка | Площадь Революции   | Завод «Металлург» |
| 41 | Московская Гагаринская Спортивная Победа Безымянка | Улица Ленинградская | 15-й А микрорайон |

- Маршрутное такси:
  - № 89 «НФС — ТЦ „МегаСтрой“»
  - № 205 «Причал № 6 — мкр. Крутые Ключи»
  - № 226 «Хлебная пл. — Ул. Солнечная»
  - № 480 «Ж/Д вокзал — мкр. Крутые ключи»

## Архитектура и оформление
Путевые стены облицованы розово-красным мрамором, пол — светло-серым гранитом. Плафоны расположены в углублениях на потолке.

## Состояние станции
Состояние станции удовлетворительное.

## Схема станции
| 1 путь    | → ← к станции «Спортивная» |
| платформа |                            |
| 2 путь    | → к станции «Победа» →     |

## В компьютерных играх
- Фигурирует в RP-игре на движке Multi Theft Auto «Province».

## Фотографии
- Платформа станции
- Надпись «Советская» и маршрутный указатель
- Вид на панно
- Вид в сторону выхода
- Информационный указатель
- Вестибюль станции
- Вход в подуличный переход
- Вход на станцию
- Табличка с информацией. 1 часть
- Табличка с информацией. 2 часть